# Justyn Warner
Justyn Warner (ur. 28 lipca 1987 w Toronto) – kanadyjski lekkoatleta specjalizujący się w biegach sprinterskich, wicemistrz świata juniorów z 2006, aktualny rekordzista Kanady juniorów w biegu na 100 metrów (10,26). W 2013 i 2015 sięgnął po brąz w sztafecie 4 × 100 metrów podczas mistrzostw świata w Moskwie i Pekinie.
W październiku 2012 poślubił Nikkitę Holder, kanadyjską płotkarkę. W maju 2013 para ogłosiła, że spodziewa się pierwszego dziecka.

## Osiągnięcia
| Rok  | Impreza                              | Miejsce | Konkurencja             | Lokata     | Wynik |
| ---- | ------------------------------------ | ------- | ----------------------- | ---------- | ----- |
| 2005 | Mistrzostwa panamerykańskie juniorów | Windsor | Bieg na 100 metrów      | 2. miejsce | 10,26 |
| 2006 | Mistrzostwa świata juniorów          | Pekin   | Bieg na 100 metrów      | 2. miejsce | 10,39 |
| 2011 | Mistrzostwa świata                   | Daegu   | Bieg na 100 metrów      | półfinał   | 10,47 |
| 2011 | Mistrzostwa świata                   | Daegu   | Sztafeta 4 × 100 metrów | eliminacje | 39,28 |
| 2012 | Halowe mistrzostwa świata            | Stambuł | Bieg na 60 metrów       | 7. miejsce | 6,65  |
| 2012 | Igrzyska olimpijskie                 | Londyn  | Bieg na 100 metrów      | półfinał   | 10,09 |
| 2012 | Igrzyska olimpijskie                 | Londyn  | Sztafeta 4 × 100 metrów | –          | DSQ   |
| 2013 | Mistrzostwa świata                   | Moskwa  | Sztafeta 4 × 100 metrów | 3. miejsce | 37,92 |
| 2015 | Mistrzostwa świata                   | Pekin   | Bieg na 100 metrów      | eliminacje | 10,20 |
| 2015 | Mistrzostwa świata                   | Pekin   | Sztafeta 4 × 100 metrów | 3. miejsce | 38,13 |

## Rekordy życiowe
- Bieg na 60 metrów (hala) – 6,59 (2012 i 2015)
- Bieg na 100 metrów – 10,09 (2012) / 10,08w (2015)
- Bieg na 200 metrów – 21,16 (2006)